# Dasyhelea bermudae
Dasyhelea bermudae är en tvåvingeart som beskrevs av Wirth och Williams 1957. Dasyhelea bermudae ingår i släktet Dasyhelea och familjen svidknott.
Artens utbredningsområde är Bermuda. Inga underarter finns listade i Catalogue of Life.